# Стъпка по стъпка
„Стъпка по стъпка“ (на английски: Step by Step) е американски ситком. Първите му шест сезона са излъчени от 20 септември 1991 г. до 15 август 1997 г. по ABC, а последният му, седми сезон – от 19 септември 1997 г. до 26 юни 1998 г. по CBS. В сериала участват Патрик Дъфи и Сюзан Самърс в ролите на двама самотни родители (всеки с по три деца), които спонтанно се женят, докато са на почивка, и така създават едно голямо смесено семейство.

## Сюжет
Сериалът разказва за самотните родители Каръл и Франк (всеки с по три деца), които спонтанно се женят на почивка в Ямайка. Двамата създават голямо смесено семейство, като децата не се харесват и постоянно се карат. С тях живее и племенникът на Франк – Коуди, в своя микробус пред къщата, малко глуповат, но забавен и добродушен. В шести сезон се присъединява и французинът Жан-Люк, който е съдружник на Каръл във фризьорския салон.

## Актьорски състав
- Патрик Дъфи – Франк Ламбърт
- Сюзан Самърс – Каръл Фостър-Ламбърт
- Стейси Кийнан – Дейна Фостър
- Саша Мичъл – Коуди Ламбърт
- Брандън Кол – Джей Ти Ламбърт
- Анджела Уотсън – Карън Фостър
- Кристин Лейкин – Ал Ламбърт
- Кристофър Кастил – Марк Фостър
- Джош Бърн – Брендан Ламбърт
- Джейсън Марсдън – Рич Халки
- Бронсън Пинчът – Жан-Люк Рюперу
- Патрика Дарбо – Пени Уилямс
- Пеги Риа – Айви Уилямс
- Емили Мей Янг – Лили Ламбърт

## „Стъпка по стъпка“ в България
В България сериалът започва излъчване около 1993 – 1994 г. по Канал 1.
През 2006 г. започва излъчване по Нова телевизия и приключва през 2008 г. През лятото на 2008 г. започва повторно излъчване.
Около 2010 – 2011 г. целият сериал е излъчен по TV7, а до 2 ноември 2011 г. и по Super7.
На 28 януари 2016 г. започва по bTV Comedy, всеки делник от 18:00 по два епизода. На 1 февруари започва повторно от трети епизод от 13:00, а на 8 февруари и от 07:00. Четвърти сезон завършва на 1 април. През 2017 г. са излъчени съответно, пети, шести и седми сезон. На 7 март започва повторно от първи сезон, всеки делник от 20:00.